# Собор святих Петра та Павла (Вишеград)
Собо́р святи́х Петра́ та Павла́ на Вишегра́ді; Капі́тульний хра́м святи́х Петра́ та Павла́  (чеськ. Bazilika svatého Petra a Pavla; Kapitulní chrám sv. Petra a Pavla) — парафіяльна і капітульна неоготична католицька псевдобазиліка з каплицями у бічних навах на Вишеграді в Празі, що є важливою релігійною та культурною пам'яткою Чехії. Вишеградська капітула (Královská kolegiátní kapitula sv. Petra a Pavla na Vyšehradě), була створена при церкві уже в 1070 році, в час її заснування. З 25 березня 2003 року капітульна церква святих Петра та Павла має титул Малої базиліки.
Біля стін церкви, на Вишеградському цвинтарі (Vyšehradský hřbitov) поховані багато важливих чеських особистостей та їх родин, у ХІХ столітті він був перетворений на національний некрополь.

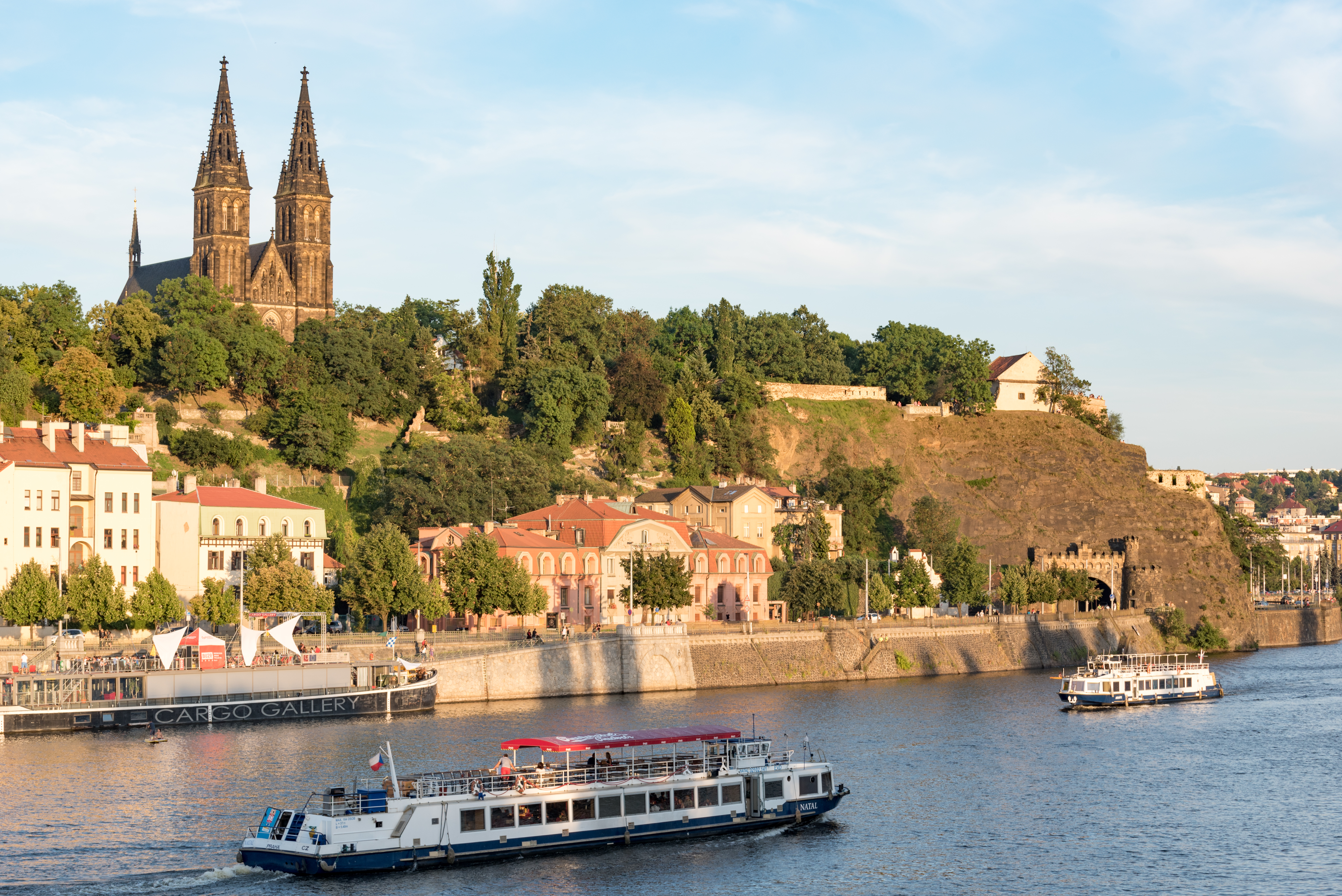
Вишеградська фортеця

## Історія
Вишеградська капітула була створена у 1070—1080 роках за правління чеського короля Вратислава II (1035—1092). Був побудований тринавний храм у романському стилі з розмірами 53х17 м. У 1129 році церкву відновили та розширили за правління князя Собеслава I (1075—1140). Після пожежі 1249 року будівля була відновлена в готичному стилі.

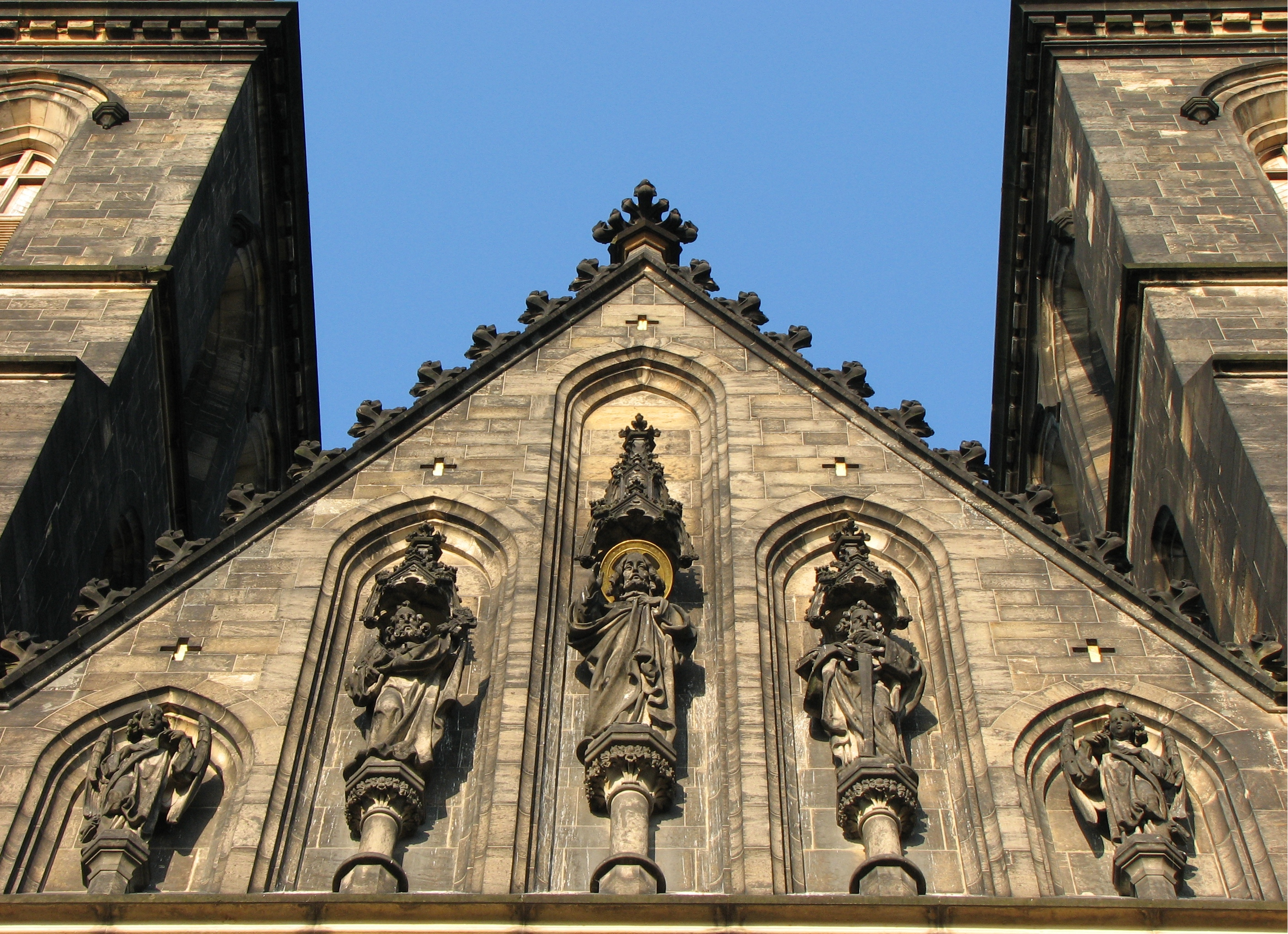
Фронтон західного фасаду

У 1369 році під час правління імператора Священної Римської імперії Карла IV побудували новий храм. Під час гуситських воєн, а саме 1 листопада 1420 року, храм був зруйнований. У 1576—1576 роках церкву відбудували в стилі ренесансу, а в 1707—1729 роках перебудували знову, цього разу в стилі бароко.
У 1885—1887 роках чеський архітектор Йозефом Мокером (1835—1899) перебудував церкву в неоготичному стилі і храм набув сучасного вигляду. Будівництво було завершене в 1902—1903 роках, коли було збудовано дві 58-метрові неоготичні фронтові вежі «Адам» та «Єва» за проектом архітектора Франтишка Мікша (1852—1924). Фронтон західного фасаду прикрашають скульптури святих апостолів Петра та Павла, атрибутика ключів і меча, два ангели з обох боків та Ісус посередині. Внутрішнє оздоблення собору зроблене в стилі сецесія (модерн).

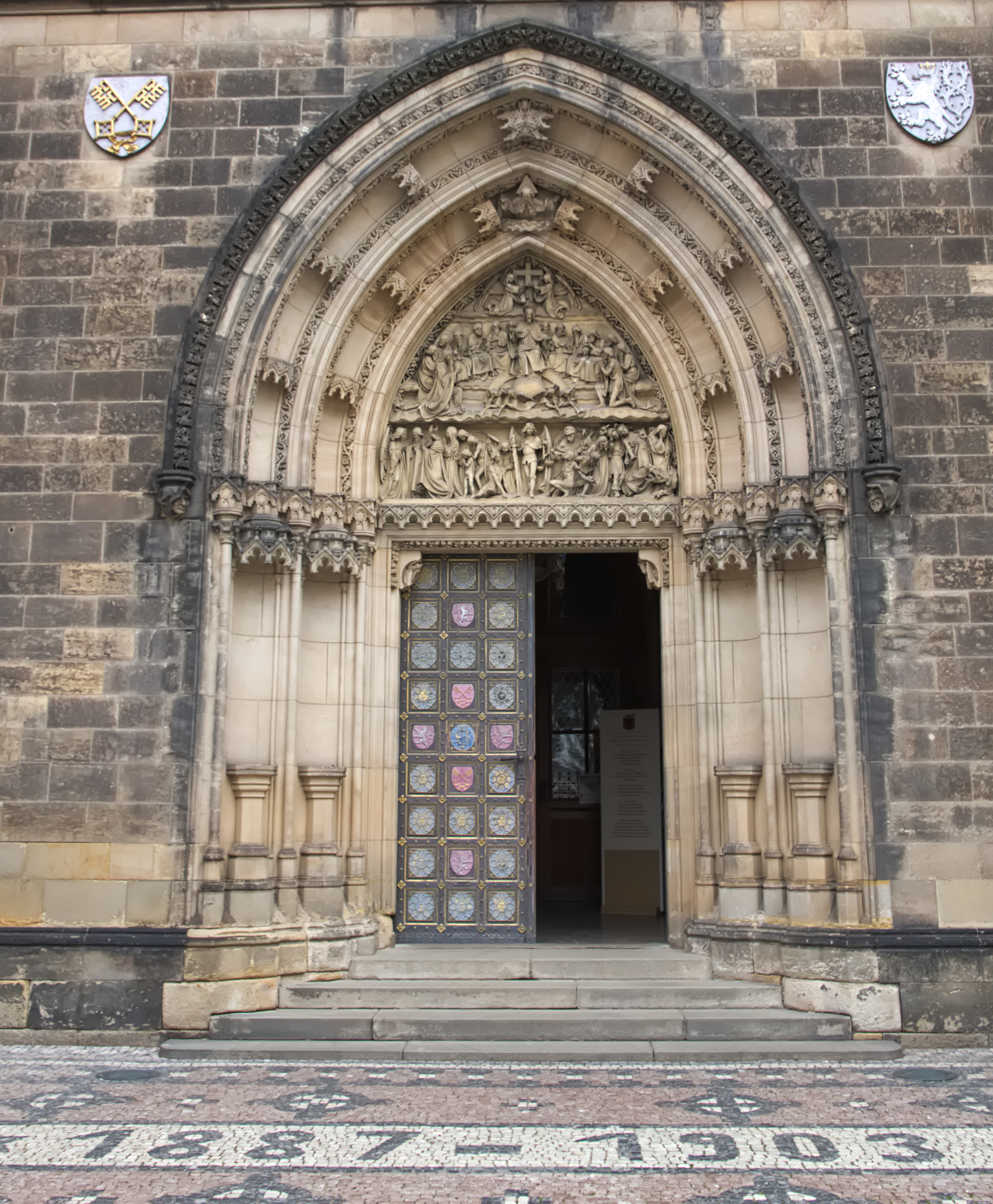
Барельєф Страшного суду над входом, зліва — капітульний знак ключі, справа — королівський лев

У 1981—1987 роках церкву реконструювали та ремонтували і було проведено археологічне обстеження. У 2003 році Папа Римський Іван Павло II надав церкві титул Мала базиліка.

## Будівля

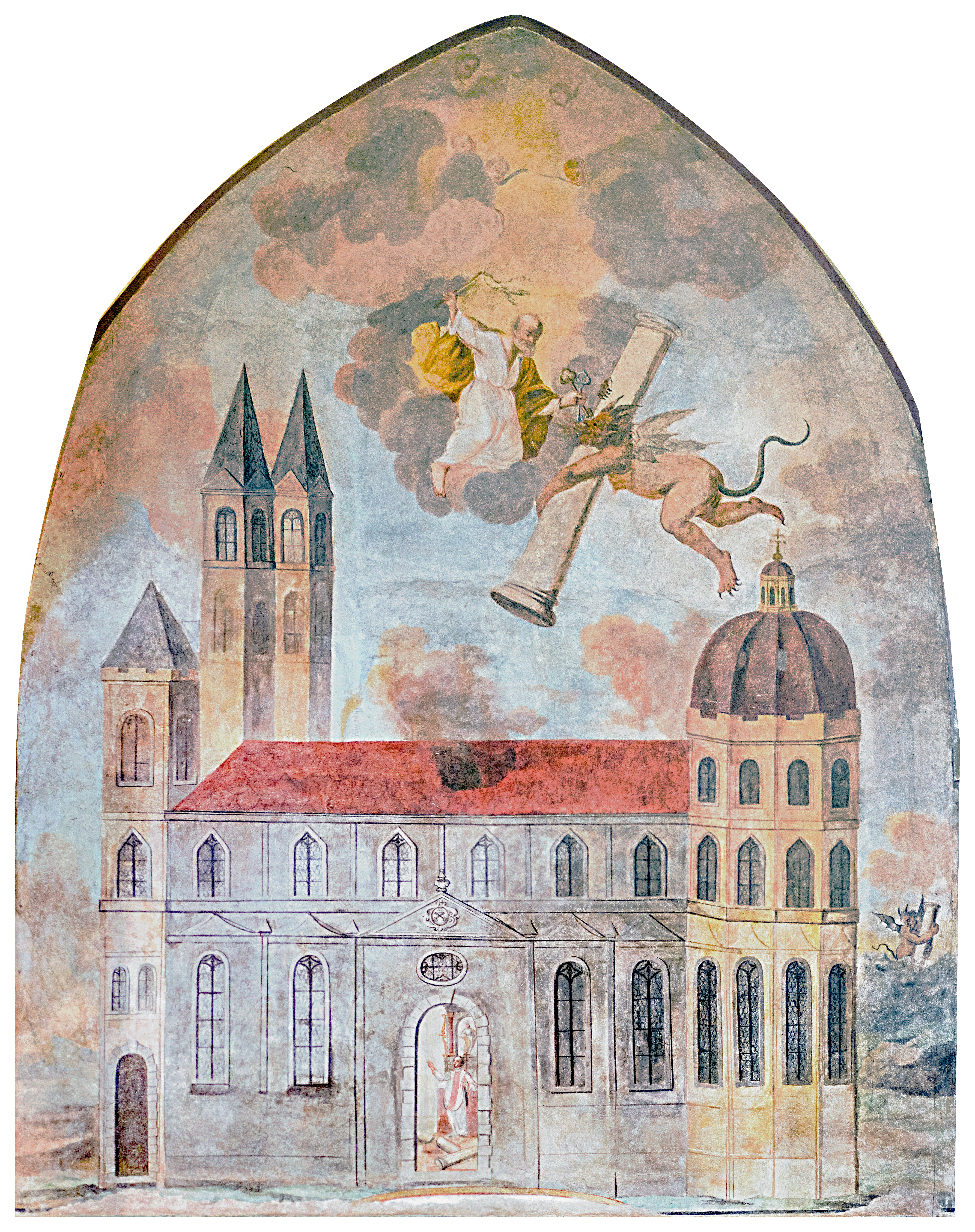
Барокове зображення церкви та легенди про «Чортовий стовп»

Будівля церкви — неоготична тринавна псевдобазиліка з монументальними двома вежами, які, на противагу до шпилів Празького замку, формують архітектурний акцент Вишеграда та доповнюють одну з характерних панорам Праги.
Західний фасад собору має три портали прикрашені капітульними емблемами, рельєфами та мозаїками з літерами α та ω на тимпанах. У 1901 році на тимпані над головним входом до церкви Степан Залешак вирізьбив барельєф на тему Страшного суду.

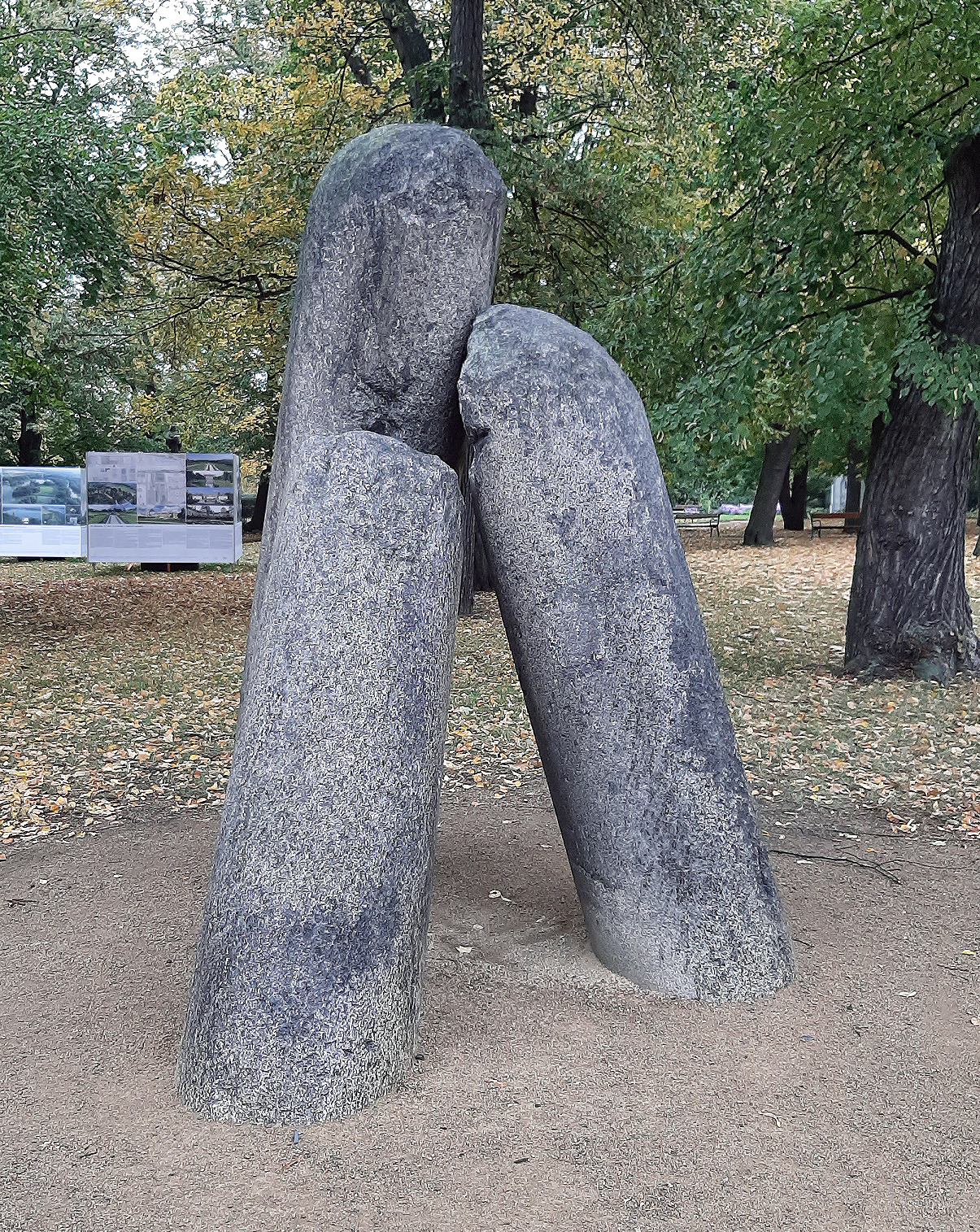
Частини
«Чортового стовпа»

Центральні двері ведуть до нав перекритих ребристими склепіннями з неглибокими бічними каплицями. На заході притвор і хори, на сході — пресвітерій з захристією ліворуч і каплицею Діви Марії Шанцівської праворуч.
Інтер'єр собору багато оформлений. Над входом до захристії розміщена барокова картина, що дає уявлення про первісний вигляд церкви та легенду про так званий «Чортовий стовп», три частини якого з довжинами від 160 до 240 см, з 1888 року розміщені в саду біля собору. За переказами, стовп нібито сюди приніс сам нечистий, що заклався з місцевим священиком, що він принесе до Вишеграда стовп з собору святого Петра у Римі швидше, ніж священик відслужить Службу Божу.

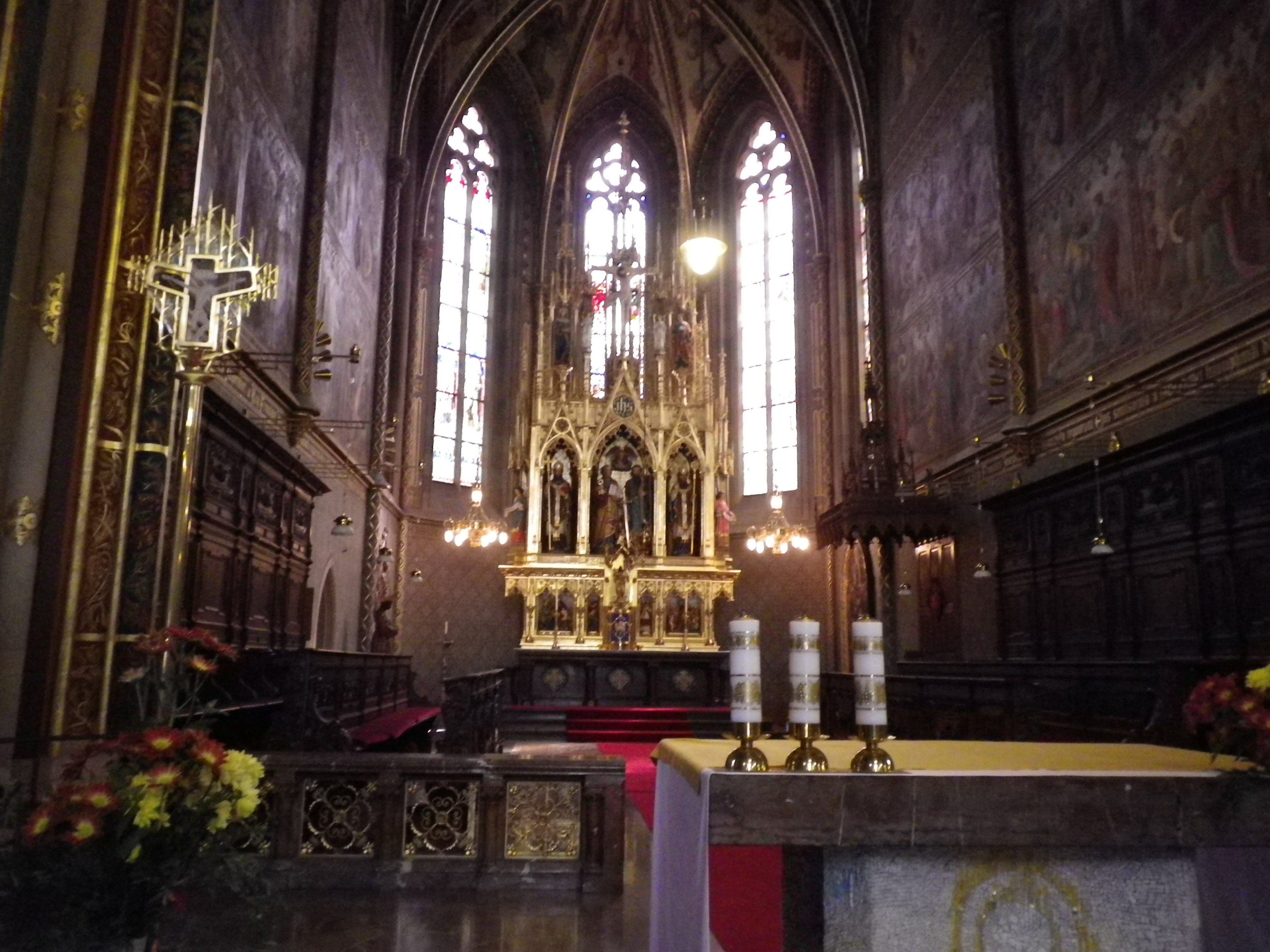
Головний вівтар

У соборі найкраще збереглися готичні настінні фрески «Свята Марія з Ісусом» та «Святий Георгій» у каплиці святого Йосифа. Настінні розписи віденського художника Карла Йобста (Karl Jobst), (святих Петра і Павла в пресвітерії та Ісуса Христа в наві), теж датуються часом неоготичної реконструкції. До цього ж часу відносяться фігури святих на вітражах спроектованих малярем Франтішком Секвенсом. Картини роботи майстерні чи кола Карела Шкрети, які раніше були вівтарними, тепер перебувають у бічних каплицях.
Новий головний вівтар зроблений різьбярем Йозефом Грубешом за ескізами Йозефа Мокера. На ньому фігури патронів храму — святих Петра та Павла і слов'янських апостолів святих Кирила та Мефодія з ангелами. Вівтар прикрашений фресками роботи Карла Йобста, на яких зображені сцени з життя святих Петра та Павла.

## Вишеградська Богородиця
Четвертою каплицею справа від входу до храму є каплиця Вишеградської Богородиці де розміщений образ Вишеградської Мадонни. Ікона намальована на дерев'яній дошці, на звороті якої був напис «Картина була намальована рукою св. Лукаша». Богоматір зображена як проста жінка, яка на зеленому квітучому лузі хоче нагодувати своє немовля. Зображення цього типу мають назву «Мадонна смирення» (dell ´Umillta). Голову Діви Марії оточує ореол з 12 зірок, вона загорнута в синій плащ, права нога опирається на півмісяць, що лежить у траві. Голова Ісусика, також оточена сяйвом, що вказує на його божественне походження.

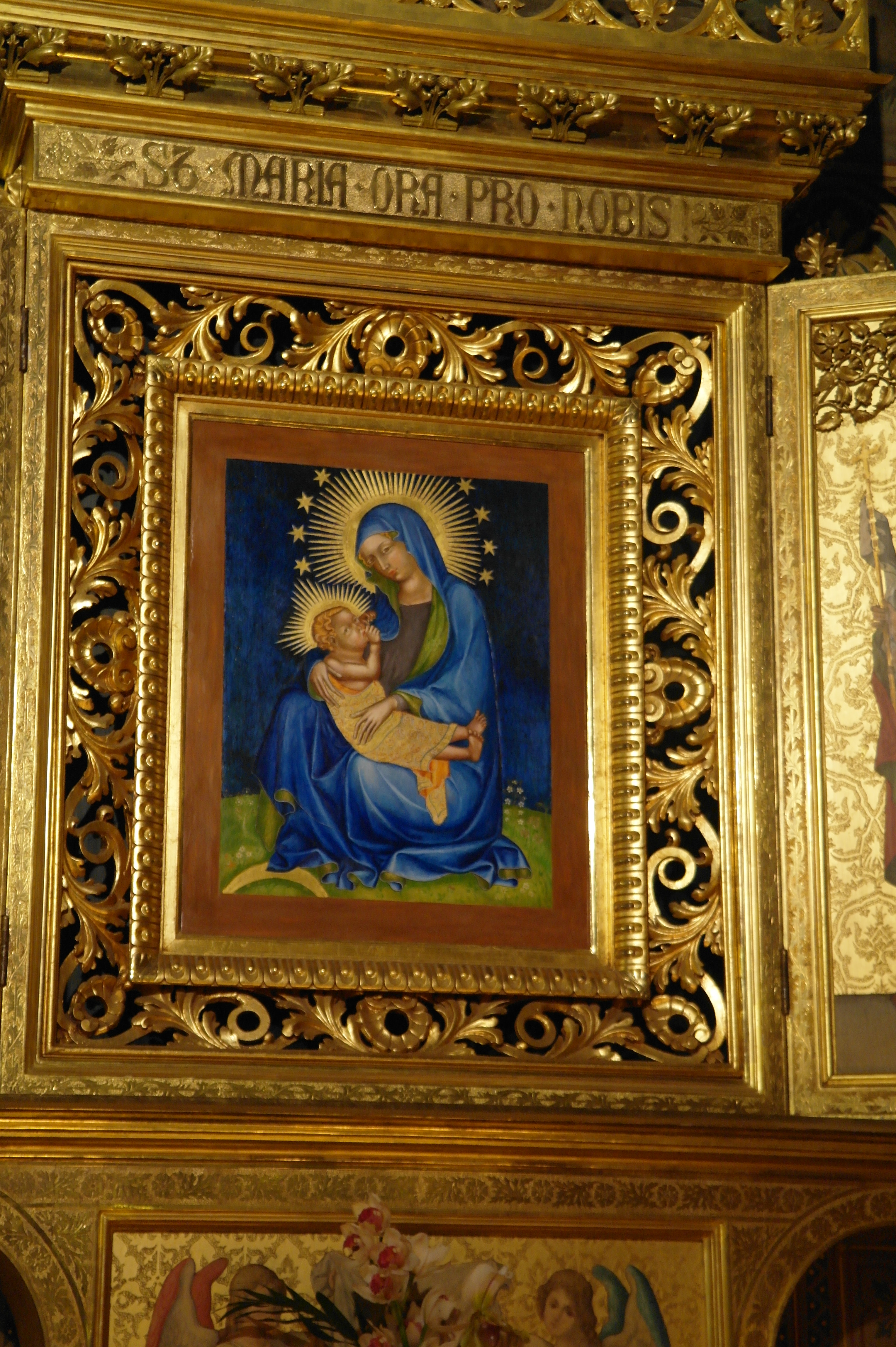
Вишеградська мадонна

Ікону, можливо, привіз до Вишеграда Карл IV з коронаційної поїздки до Італії. Однак на думку дослідників, дуже ймовірно, що картину намалював близько 1356 року Ян Очко з Влашима, другий чеський архієпископ і перший кардинал, для вівтаря нині неіснуючої лікарняної церкви Смирення Діви Марії поблизу району Праги Підскали.
Щоб захистити ікону від пошкоджень пробст Вишеградської капітули Вацлав Кралик з Бурениці близько 1397 року накрив зображення срібними шатами (окладом) з частково позолоченим вирізом за обрисами тіла Мадонни та дитини.

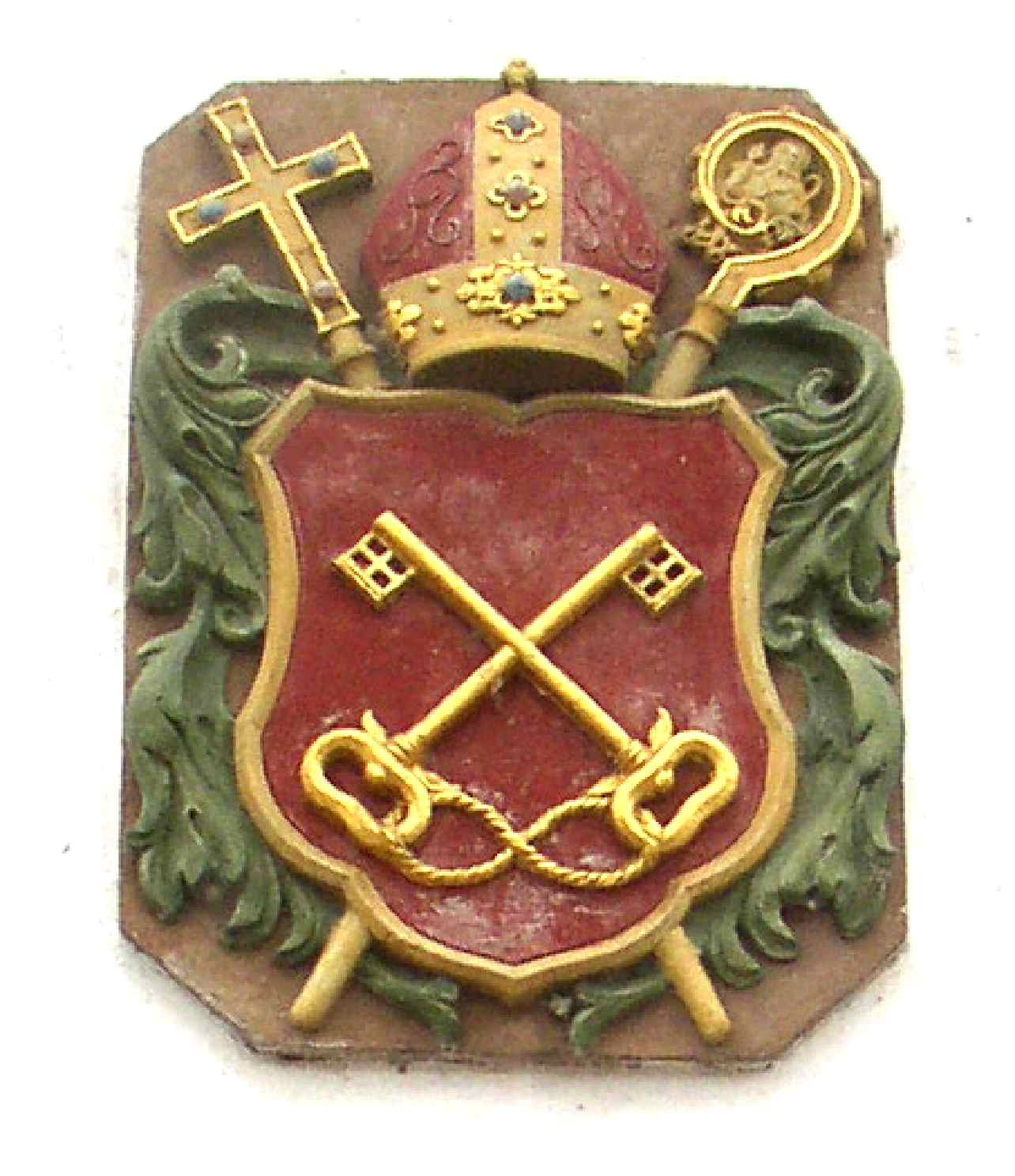
Герб
Вишеградської капітули

Вишеградську Богородицю називають «Дощовою». Таку назву чудотворний образ заслужив після 1638 року, коли настала особлива посуха і був ризик втрати врожаю. Вишеградському канонікові приснилася дружина радника імператорського двору в Празі Андреаса Ганневальдта і порадила йому нести образ Мадонни в процесії до Емауса і благати дощу. Коли процесія вирушила в дорогу, сталося диво, почався дощ і сильно дощило протягом наступних трьох днів. Відтоді, як тільки наставала посуха, до Емауса вирушала процесія, у якій одного разу взяло участь 20 000 осіб. Такі процесії відбувалися протягом XVII—XVIII століть. І навіть після заборони зі сторони імператор Йосифа II паломництво все ж таки відбулося у багатьох місцях.
Оклад з ікони зняли на початку ХХ століття. У 1908 році її виставили на престижній виставці «Прекрасна чеська мадонна». Під час реконструкції собору святих Петра та Павла в 1980-х та 1990-х роках ікону передали до постійної виставки старовинного мистецтва Національної галереї, спочатку в монастирі святого Юрія, тепер у монастирі святої Агнеси. У каплиці собору святих Петра та Павла встановлена високоякісна точна копія, яка була намальована реставратором Яном Пасалеком (Jan Pasálek).

## Орган
Орган належить до духових інструментів, оскільки йому для створення звуку потрібне повітря. Залежно від розміру в органі може бути від сотень до тисяч органних труб, які створюють звуки різної висоти. Труби органу розміщують у дерев'яній скрині — органній шафі, художнє оформлення якої відповідає тому часу і тій церкві, для якої він створювався.

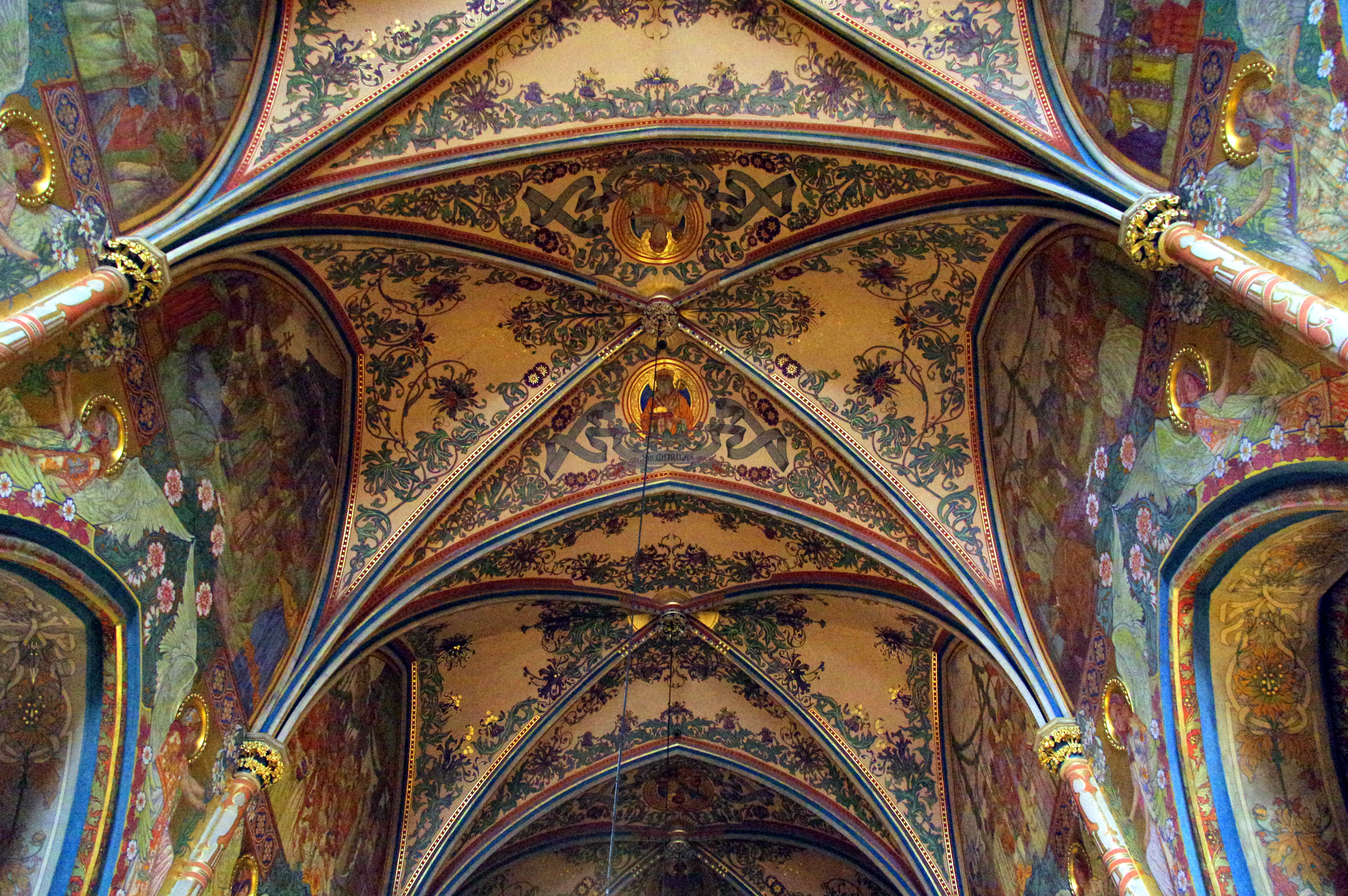
Хрестові склепіння собору

Побудова органу собору святих Петра та Павла була завершена в 1903 році фірмою братів Паштиків (Firma bratří Paštiků). Ширина цього інструменту збігається з шириною хо́рів собору, а його дві різьблені в неоготичному стилі «вежі» з двох сторін обрамля́ють вікно західного фасаду базиліки. Оздоблення органу собору органічно відповідає загальній концепції оформлення інтер'єру храму.
Орган Вишеградського собору має близько 2500 труб, які розміщені в 49 регістрах і керуються трьома мануалами (клавіатурами) та педаллю (клавіатурою для ніг). Орган собору святих Петра та Павла — один з найгарніших органів періоду романтизму в Чехії.

## Карильйон
У 1902 році після побудови веж собору нові дзвони «Марія» та «Йосиф» ви́роблені ливарником дзвонів Рудольфом Пернером були встановлені у північній вежі базиліки. Однак під час Першої світової війни у 1916 році їх та ще 6 дзвонів було конфісковано для потреб військового виробництва. Настуний збір кольорових металів, тепер уже для німецького військового виробництва, відбувся у квітні 1942 року. З веж Вишеградської церкви забрали два малих дзвони вагою 59 та 38,5 кг, а ще два великих, вагою 2116 та 3055 кг, розбили на куски у дзвінниці, оскільки віконні отвори були меншими ніж діаметр цих дзвонів.

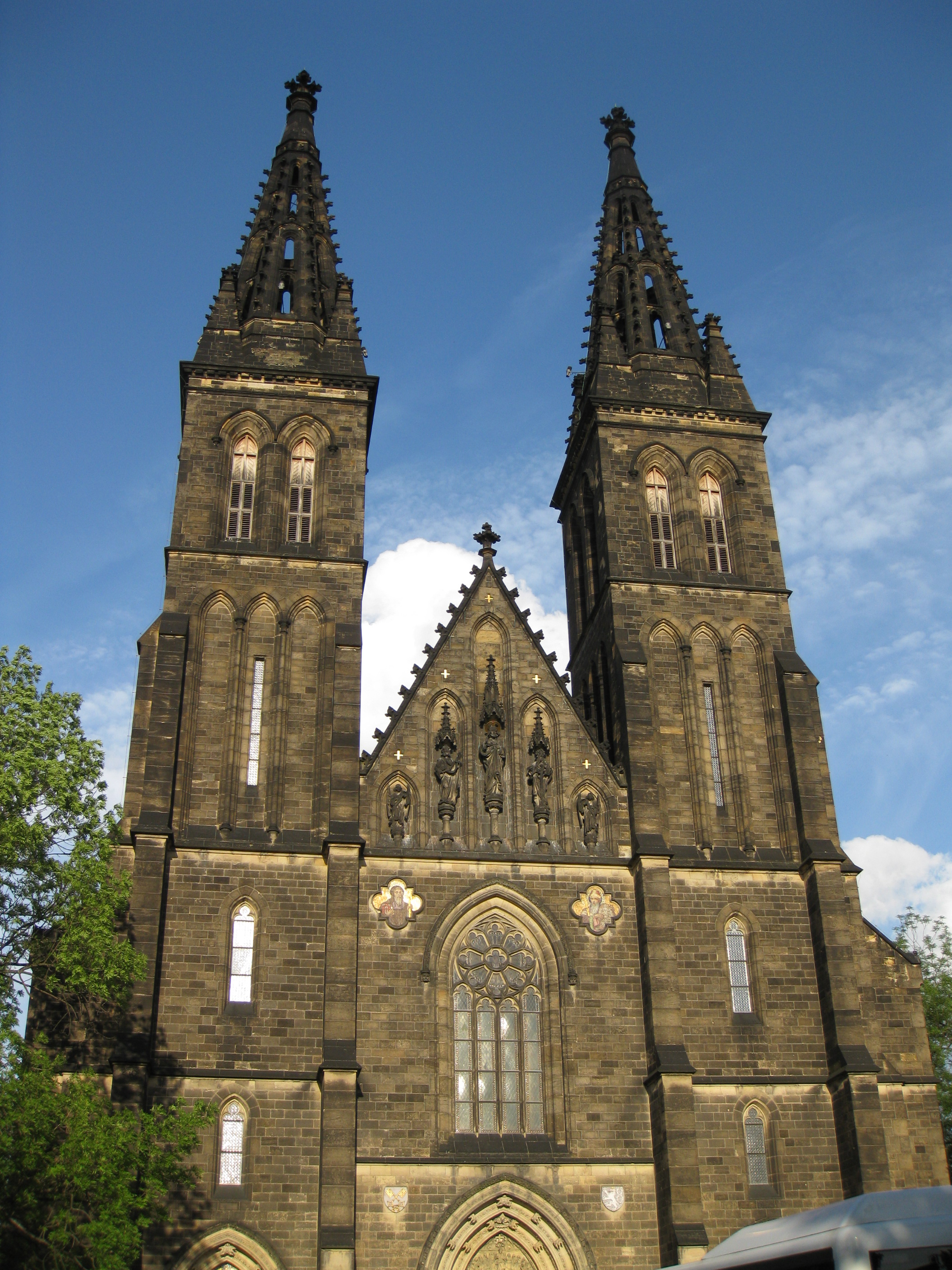
Фасад

Таким чином тільки на південній вежі залишилися два історичні дзвони. Перший у 1584 році виготовив Брікці з Цімперка (1535—1599), вагою приблизно 1200 кг, з діаметром 125 см, що видає тон e1. Другий дзвін з 1621 року з празької майстерні Бальтазара Гофмана, вагою 900 кг, з діаметром 114 см, що видає тон fis.

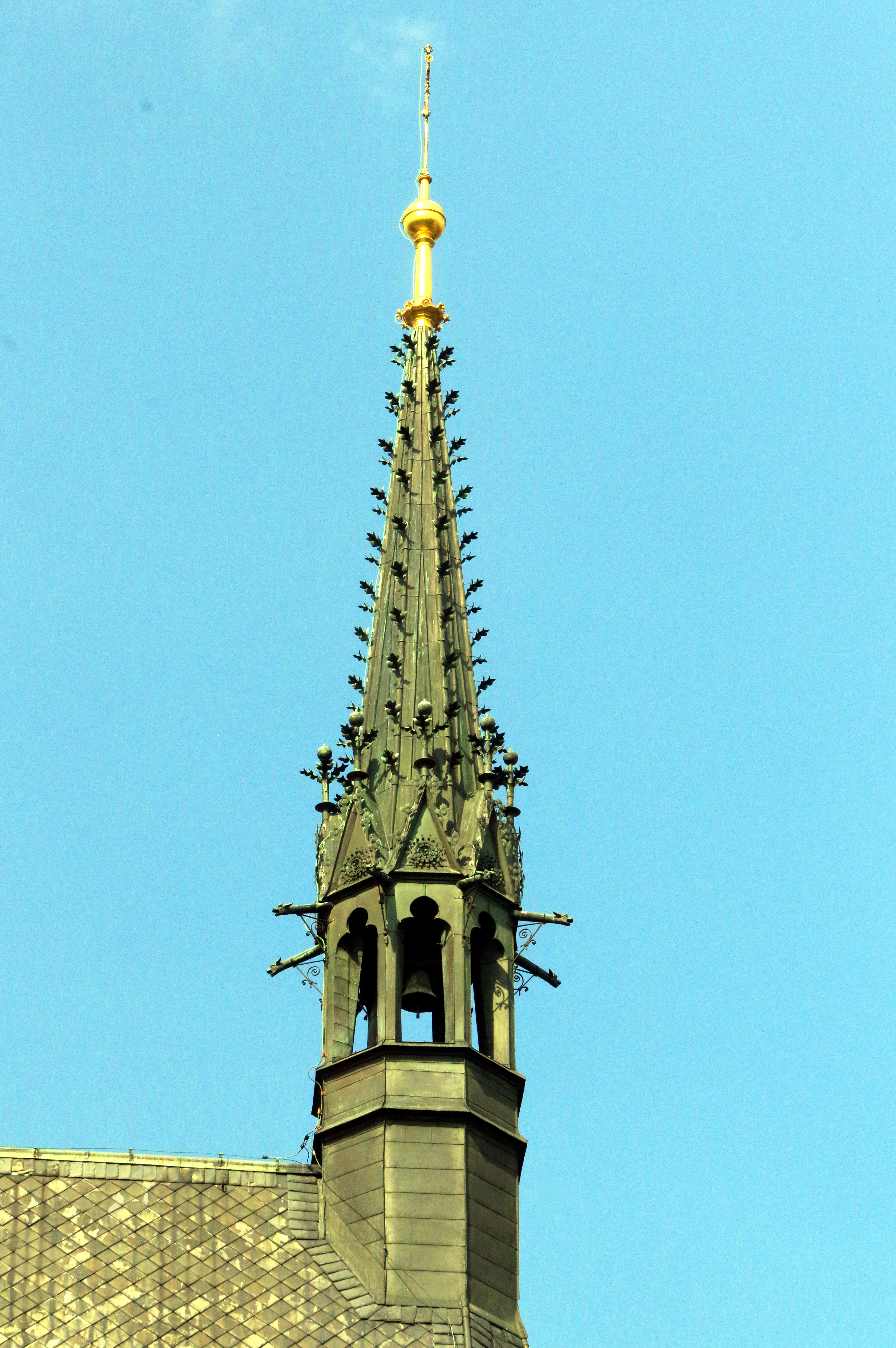
Вежа з одним дзвоном

У 1993 році було запропоновано виготовити нові дзвони для собору святих Петра та Павла. Власник компанії Рудольф Пернер запропонував встановити у Вишеграді новий карильйон. Відлиття дзвонів відбулося в майстерні з виготовлення дзвонів у Пассау 27 квітня 2001 року. Для виготовлення дзвонів використовували бронзу зі складом 78 % міді та 22 % олова. 18 нових дзвонів загальною вагою 2200 кг були привезені до Вишеграду: «Марія» — 660 кг (тон а1), «Йозеф» — 290 кг (тон cis2), «Річард» — 220 кг і «Вацлав» — 190 кг та 14 менших для карильйона з іменами святих: «Агнеса Богемська», «Здіслава», «Ян Саркандер», «Антоній Падуанський», «Мілена», «Іван Хреститель», тощо). Зараз в обох вежах фасаду церкви нараховується 20 дзвонів, ще один розміщений у вежі святилища. Вікна веж обладнали сітками проти вторгнення птахів, а в негоду їх можна зачинити зсередини масивними стулками.
Карильйон звучить щогодини з 11:00 до 21:00. Електромагнітні молоточки, які керуються комп'ютерною програмою, можуть грати 50 мелодій, які відредагував та упорядкував відомий органіст Ярослав Водражка (1930 р.н.). Мелодії підбиралися відповідно до церковних і державні свят. Серед них «Богемія прекрасна» (Čechy krásné, Čechy mé), «Влтава» (Vltava), Тече вода, тече (Teče voda teče), «Святий Вацлав», «Ісус Христос», «Аве Марія», весільний марш, колядки та багато інших.

## Цвинтар

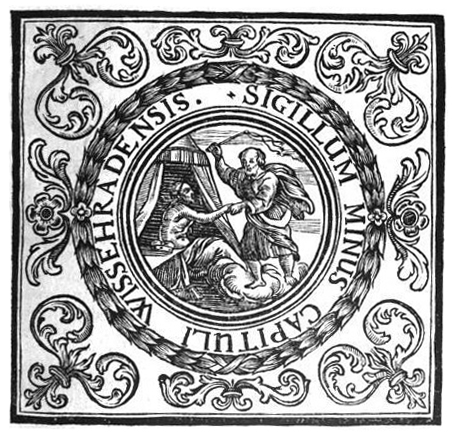

В соборі були поховані його засновник, перший чеський король Вратислав ІІ (1092), його брат князь Конрад І (1092), третя дружина Вратислава і перша чеська королева Сватава (1126), князі Собеслав І (1140) і Собеслав ІІ (1180).

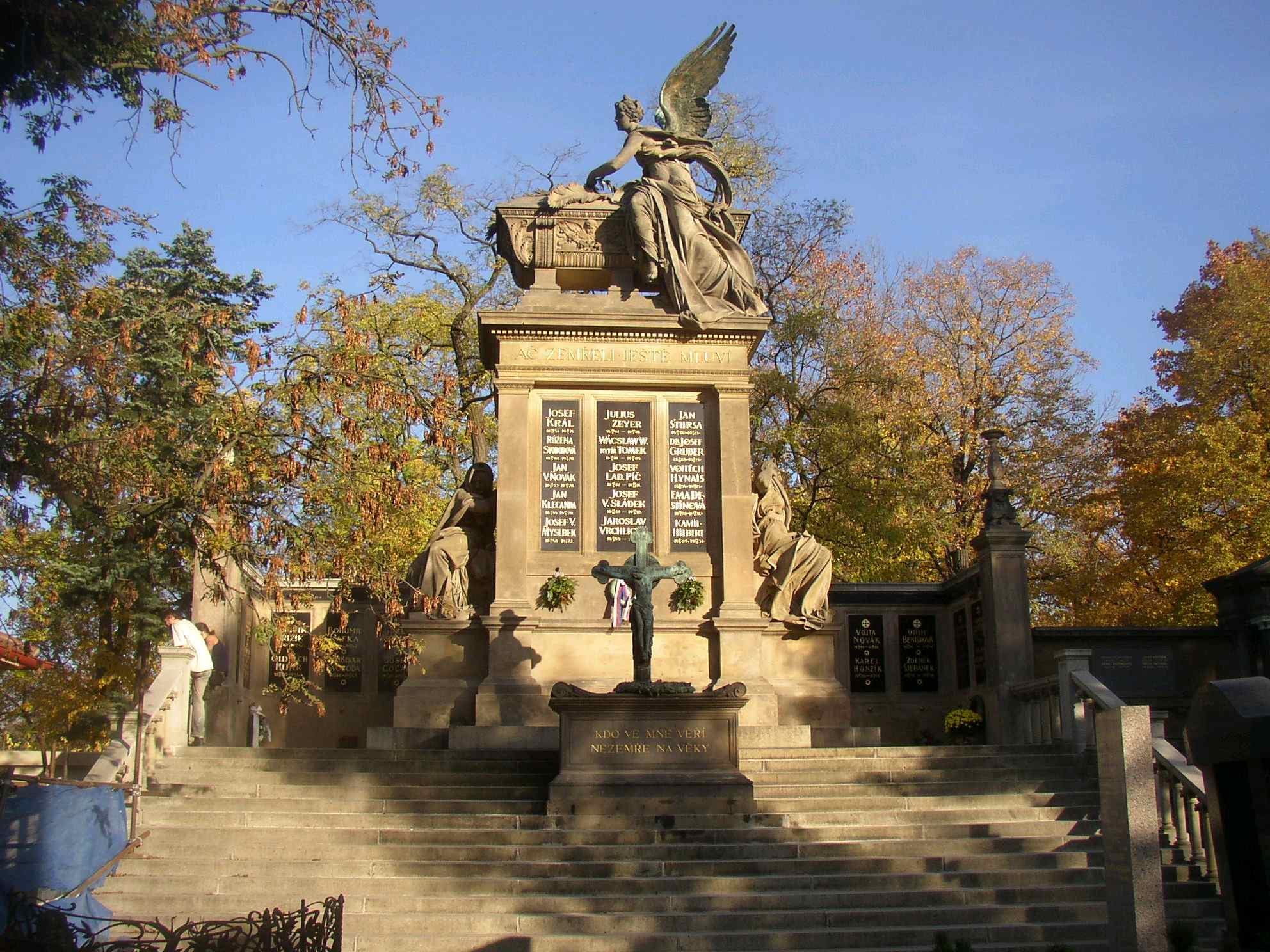
«Славін»

На Вишеграді були виявлені чотири цвинтарі, які існували ще з часів середньовіччя — у Ротонді святого Мартина, у церкві Святого Лаврентія, у церкві Хрещення святого Івана Хрестителя та біля собору святих Петра і Павла, який існує дотепер. Цей цвинтар перебував на віддалі 500 кроків від міста і тому в 1785 році не був знищений під час реформ австрійської влади, яка заборонила ховати людей на старих кладовищах, розміщених тоді в містах навколо храмів. Інші цвинтарі не збереглися.

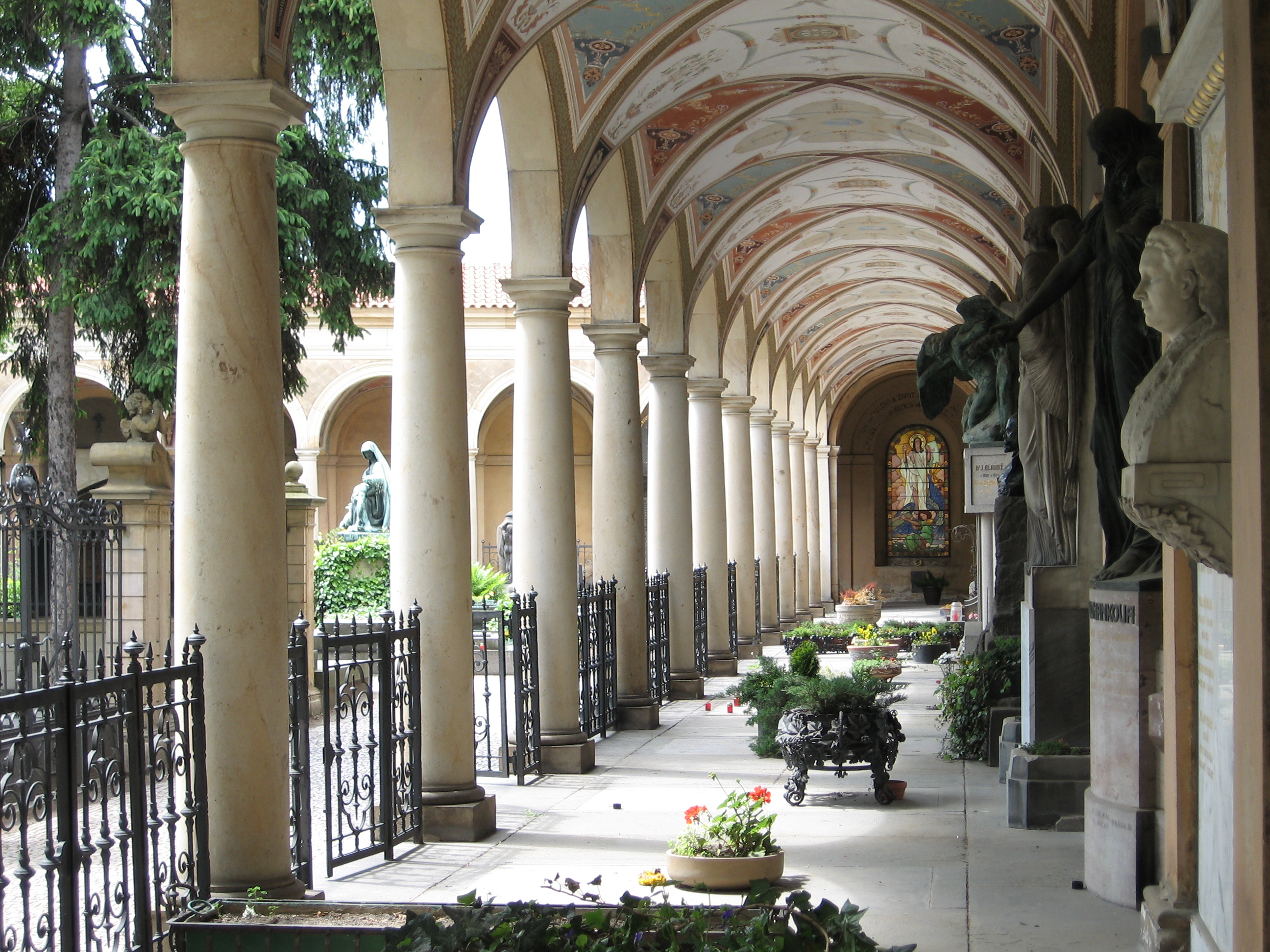
Аркади навколо Вишеградського цвинтаря

Цвинтар собору святих Петра і Павла складається з декількох частин. Найдавніша частина оточена бароковою огорожею і тут поховані охоронці прока́жених та заражених чумою. На західній стороні біля входу поховані священики, монахині та старші священнослужителі, пізніше тут знайшли останній відпочинок шкільні та лікарняні медсестри. Східна частина була призначена для єзуїтів.
У 1869 році, завдяки членові Вишеградської капітули пробсту Вацлавові Штульцю, цвинтар став Національним кладовищем, реконструкцію спроектував Франтишек Ладіслав Рігер. У 1889—1893 роках була побудована спільна гробниця для обраних особистостей — «Славін». З XIX сторіччя кладовище стало місцям поховання майже 600 найвидатніших осіб чеського національного відродження. Надгрорбки створені найкращими скульпторами (Йозеф Вацлав Мисльбек, Франтишек Білек, Богуміл Кафка, Отакар Шпаниель та інші).